# تود مارتن
 تود مارتن (انگلیسی: Todd Martin؛ زاده ۸ ژوئیهٔ ۱۹۷۰) یک تنیس‌باز اهل ایالات متحده آمریکا است.
از فیلم‌های معروف او می‌توان به بازی در دوئل در غروب آفتاب اشاره کرد.